# Famille Martinazo
 (août 2024).
La famille Martinazo ou Martinazzo est une famille patricienne de Venise, originaire de Jesolo.

## Historique
Les Martinazo s'éteignent en 1347 par la noyade dans les eaux de Sicile d'un certain Piero, commandant de galère sous le général Marco Giustinian.

## Armes

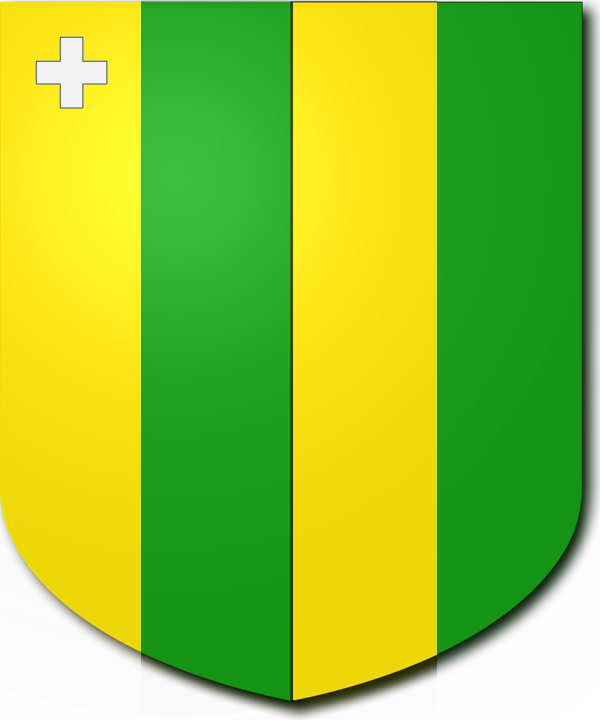
Armes des Martinazzo

Les armes des Martinazzo sont palé d'or et de sinople de quatre pièces le premier pal chargé en chef d'une croisette d'argent.